# Доходный дом купца Е. С. Егорова
Доходный дом купца Е. С. Егорова находится в Санкт-Петербурге по адресу улица Восстания (бывшая Знаменская), дом № 35. Дом занимает целый квартал, выходя также на улицу Некрасова и Басков переулок. Архитектором, построившим этот доходный дом, был П. Ю. Сюзор. В 2022 году включен в Единый государственный реестр в качестве объекта культурного наследия регионального значения.
Список известных жильцов, проживавших в доме № 35 по улице Восстания, включает военного историка Н. Ф. Дубровина, семью Мережковских, адвоката К. Ф. Хартулари.

## История
В 1800-х годах участок принадлежал действительному тайному советнику Владимиру Сергеевичу Грушецкому, а в 1820-х — чиновнику меньшего ранга, надворному советнику Антону Андреевичу Аврежио. Затем его приобрел метрдотель Васильев, у которого в 1840-х годах на участке ещё сохранились одноэтажный деревянный дом с мезонином, два деревянных одноэтажных флигеля и службы. Нижний этаж состоял из 6 комнат и кухни, а мезонин — из 3-х комнат и кухни. К нему примыкали дворовые службы — два сарая, конюшня на 3 стойла и ледник. Этот дом по контракту на 5 лет был сдан крестьянину из деревни Евдокошихи Псковской губернии Новоржевского уезда Ф. И. Полуденову.
В 1860-х находившийся здесь дом принадлежал надворному советнику Александру Федоровичу Александрову.
24 марта 1873 года участок с одноэтажным домом был продан потомственному почетному гражданину Ефиму Савельевичу Егорову. Он сдавал домик содержательнице Сарре Казак «под заведение» за 2100 рублей в год. К 1882 году в этом домике с заведением случился пожар, и Егоров, получив «вознаграждения за сгоревшее строение», начинает строительство нового дома на большом участке от Бассейной улицы до Баскова переулка. Согласно описи от 30 ноября 1885 года площадь основания дома занимала 867.4 квадратные сажени (около 4000 м²), средняя высота здания составляла 25 м. Здание построено на фундаменте из бутовой плиты с известью и песком на деревянных лежнях. Стены возведены из кирпича.
Следующее описание дает архитектор Ф. С. Харламов, осматривавший дом в 1885 году: «… работы по чистой отделке в здании его закончены, за исключением весьма немногих, а именно: по постановке балюстрады на балконах, зонтиков у подъездов, окончательной отделки некоторых квартир. Дом представляет собой капитальную постройку с солидной и богатой отделкой».

## Архитектурные особенности

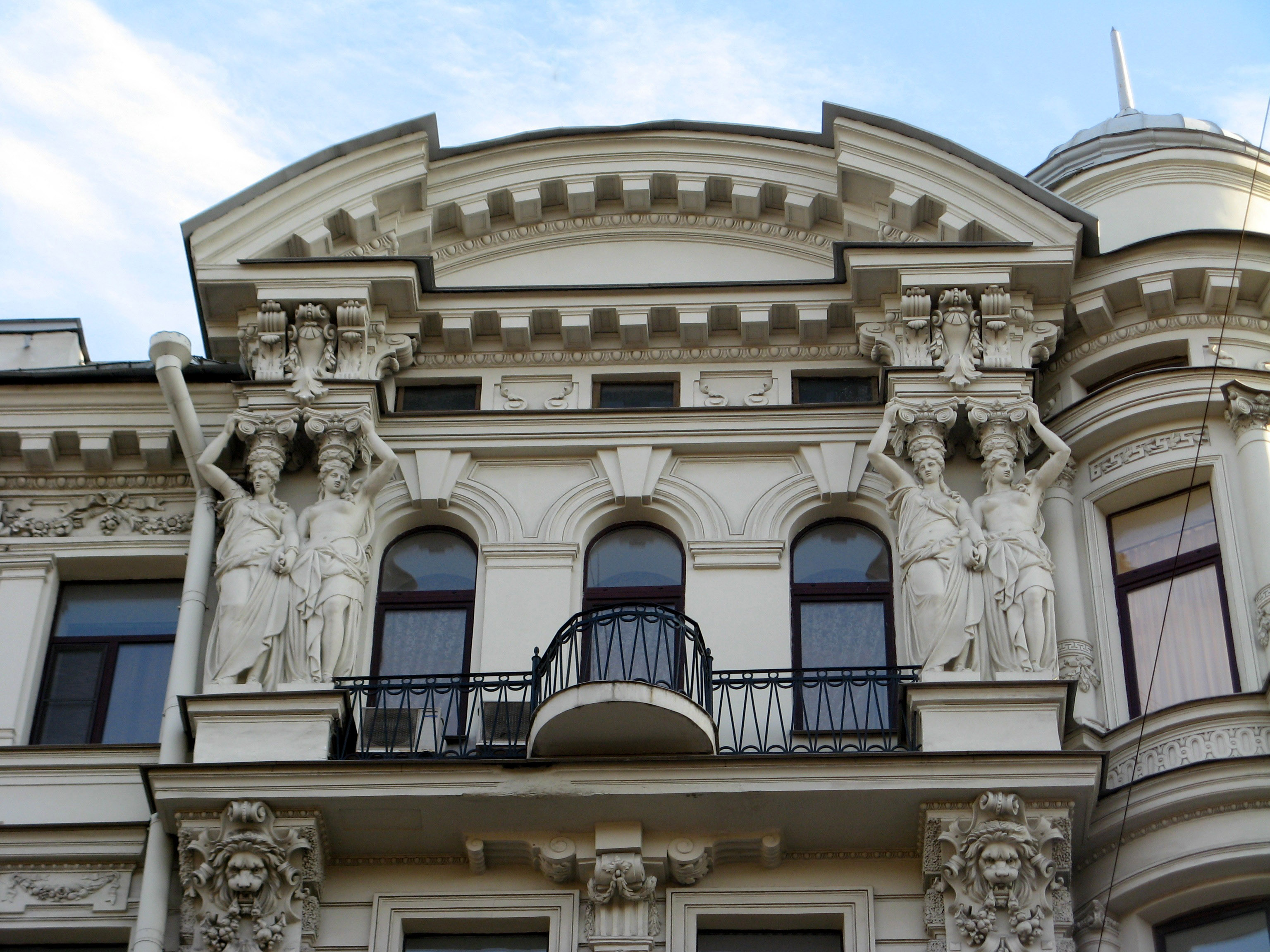
Доходный дом купца Е. С. Егорова. Деталь фасада по улице Восстания

Фасады дома, выходящие на улицу Восстания и улицу Некрасова, различны, хотя и объединены одной стилистикой. Круглые угловые эркеры увенчаны маленькими куполами со шпилями.
Оба фасада богато украшены лепными украшениями, характерными для эклектики башенками, кариатидами, гирляндами из цветов и фруктов, львиными головами, маскаронами. Наличники окон украшены гирляндами из цветов. Окна на третьем этаже, рядом с эркерами украшают вазы, увитые гирляндами из листьев, поддерживаемые с двух сторон грифонами.
На фасаде здания располагаются кариатиды двух видов: первые украшают центральный эркер, они держат в одной руке рог изобилия, а в другой — пучок колосьев. Вторые располагаются парами, они держатся за руки, а свободной рукой поддерживают антаблемент. В продолжение вертикальной тяги под ними располагаются головы львов, которые держат ниспадающие вниз гирлянды из цветов и фруктов. В центре гирлянд располагаются изображение скрещенных якоря и жезла Гермеса с наложенным на них свертком. Это, вероятно, указание на занятия владельца дома (Е. С. Егоров — купец 2й гильдии).
В наличниках окон на четвёртом этаже можно увидеть щит, украшенный гирляндами из листьев, справа и слева от него сидят два Амура. На щите изображен знак владельца Е. С. Егорова — вензель «Е».
Внутренние дворы (их два) являются типичным для доходных домов XIX—XX веков. Внутренний фасад здания не имеет никаких украшений, поскольку в него выходили окна хозяйственных помещений и окна квартир небогатых жильцов. Поэт Д. С. Мережковский писал об этом виде из окон:

Вернулся вновь я к духоте и плену.

И в комнате перед моим окном

Неумолимую глухую стену

Доныне помню: вид её знаком

До самых мелких трещинок и пятен,

Казенный желтый цвет был неприятен— Мережковский Д. С., Старинные октавы
Во двор ведет арка, украшенная декоративной лепниной. В конце XIX века в арке находились деревянные ворота, закрывавшиеся на ночь.